# Noemí Sabugal
Noemí Sabugal (Santa Lucía de Gordón, León, 1979) es una escritora y periodista española.

## Trayectoria
Publicó su primera novela, El asesinato de Sócrates, en 2010. La obra fue finalista del XI Premio de Novela Fernando Quiñones y resultó elegida por el Ministerio de Cultura para representar a España en el XI Festival Europeo de Primera Novela de Budapest. La historia ocurre en la ciudad imaginaria de San Martín, un trasunto de León, pero también de cualquier ciudad pequeña. Con las características de una novela negra, El asesinato de Sócrates ahonda en los claroscuros de los círculos del poder y en la conformación de la sociedad actual, con la inmigración como tema de fondo. 
Su segunda novela, Al acecho, fue ganadora del Premio de Novela Felipe Trigo y se publicó en 2013. El título se inspira en El hombre acecha, un poemario de Miguel Hernández. La trama se desarrolla en Madrid durante la Segunda República, en los primeros meses de 1936, y en ella se une la narración histórica con la investigación de la muerte de unas adolescentes. La novela es una reflexión sobre el compromiso con los demás o la deserción egoísta, y sobre «el hombre al acecho del hombre».
La cantante de blues Big Mama Thornton protagoniza su tercera novela, titulada Una chica sin suerte (2018). En ella se recrea la gira que Big Mama Thornton hizo en 1965 por varios países europeos, junto a músicos como John Lee Hooker, JB Lenoir, Buddy Guy y otros, en el marco del American Folk Blues Festival. La novela explora el vínculo entre creación artística y frustración, y en ella aparecen la lucha por los derechos civiles de los afroamericanos y los movimientos contraculturales de los años sesenta. La novela consiguió muy buenas críticas y se presentó en varios festivales musicales en España.
En Hijos del carbón, publicado en 2020, se basa en sus recuerdos familiares como hija y nieta de mineros para contar la vida en las cuencas mineras. El libro recoge sus viajes durante más de tres años por las zonas carboníferas de España y sus impresiones sobre el cierre de las minas y de las centrales térmicas. Hijos del carbón es un ensayo que mezcla literatura y periodismo y en el que aparecen decenas de testimonios de habitantes de las regiones mineras. En 2021 el ensayo fue seleccionado como finalista para el Premio de la Crítica de Castilla y León y fue finalista del Premio Rodolfo Walsh de la Semana Negra de Gijón.
En 2024 publica Laberinto mar, un recorrido por los territorios costeros españoles. En él se recogen testimonios de los últimos cazadores de ballenas, de viudas y huérfanas de marineros naufragados, de pescadores y mariscadoras, bateeiras y percebeiros, almadraberos y salineros. Trata además otros temas como la turistificación, la migración a través del mar, las rutas del narcotráfico y la afectación al mar de los microplásticos y del cambio climático.
Ha publicado relatos en varias antologías, además del breve ensayo Cómo trabajar en prensa y alimentar a la musa, sobre el escritor romántico Enrique Gil y Carrasco. Su relato sobre la pianista Mary Lou Williams, titulado Un gran día en Harlem, ganó en 2019 el premio del Festival de Jazz de Palencia.
Es licenciada en Periodismo por la Universidad Complutense de Madrid. En 2005 obtuvo el Premio de Periodismo de Castilla y León Francisco de Cossío por el reportaje De cruce de caminos a cruce de culturas, sobre la inmigración en el barrio leonés del Crucero. Colabora en varios medios de comunicación, como la Cadena Ser, la revista Rockdelux, el diario La Nueva Crónica, Cuadernos Hispanoamericanos  y Leer, entre otros. Ha publicado una selección de sus columnas en prensa bajo el título de Flores prensadas. También da cursos de escritura y de periodismo narrativo.

## Obras

### Novela
- Una chica sin suerte (Ediciones del Viento, 2018; Sílex, 2023).
- Al acecho (Algaida, 2013).
- El asesinato de Sócrates (Alianza Editorial, 2010).

### Ensayo y periodismo
- Laberinto mar (Alfaguara, 2024). Finalista del Premio de la Crítica de Castilla y León (2025)[20]
- Flores prensadas (Sílex, 2022).
- Hijos del carbón (Alfaguara, 2020).
- Cómo trabajar en prensa y alimentar a la musa. En Miscelánea (Paradiso Gutenberg, 2015).

### Literatura infantil y juvenil
- Atrapados en Looh (Eolas & Menoslobos, 2022).

### Relatos
- Demasiado humano. Pinocho (Editorial Sigueleyendo, 2011).

- Berlín Mechanical Men. En la antología Retrofuturismos (Nevsky Prospects, 2014).

- La chica que cantaba a Nina Simone. Publicado en la revista El Corso, 2014.

- Una fusión sin límites. En la antología Antes de Akasa-Puspa (Sportula, 2015).

- Fanny y la felicidad. En la antología Wollstonecraft. Hijas del horizonte (Imagine Ediciones, 2015). Recogido también en la antología Contamos todas. Veintinueve narradoras de cuento de Castilla y León (Castilla Ediciones, 2022).

- Marcela y Elisa. El vuelo de las gaviotas. En la antología No me cuentes cuentos. Cien mujeres españolas que cambiaron la historia y el cuento (Penguin Random House, 2019).

- Un gran día en Harlem (Editorial Menoscuarto, 2019). Recogido también en la antología Cuentos pendientes. Cuarenta y tres voces del cuento castellano y leonés del siglo XXI (Castilla Ediciones, 2020).

- El señor Alcino. En la antología Olfato de gol (Reino de Cordelia, 2022).

- El monasterio. En la antología Bierzo fantástico (Más Madera, 2022).

- Cruzar el río. En la antología Commedia/Infierno (Eolas & Menoslobos, 2023).